# Fausto Cleva
Fausto Angelo Cleva (ur. 17 maja 1902 w Trieście, zm. 6 sierpnia 1971 w Atenach) – amerykański dyrygent pochodzenia włoskiego.

## Życiorys
Studiował w konserwatoriach w Trieście i Mediolanie. Debiutował jako dyrygent w 1920 roku mediolańskim Teatro Carcano, prowadząc Traviatę Giuseppe Verdiego. W tym samym roku wyemigrował do Stanów Zjednoczonych, w 1931 roku otrzymał obywatelstwo amerykańskie. Od 1921 do 1942 roku związany był z Metropolitan Opera w Nowym Jorku. W kolejnych latach dyrygował San Francisco Opera (1942–1944 i 1949–1955), Chicago Opera (1944–1946) i Cincinnati Summer Opera (1944–1963). Od 1950 roku związany ponownie z nowojorską Metropolitan Opera, gdzie do swojej śmierci poprowadził 650 przedstawień operowych.
Zmarł podczas występu w ateńskim Odeonie Heroda Attyka.